# Dolichobela celidograpta
Dolichobela celidograpta is een vlinder uit de familie van de grasmotten (Crambidae). De wetenschappelijke naam van de soort is voor het eerst gepubliceerd in 1932 door Alfred Jefferis Turner.
De soort komt voor in Australië (Queensland).